# Choanograptis
Choanograptis là một chi bướm đêm thuộc phân họ Tortricinae của họ Tortricidae.

## Các loài
- Chloanohieris ambigua Diakonoff, 1952
- Chloanohieris ammina (Diakonoff, 1983)
- Chloanohieris argyrocyma Diakonoff, 1953
- Chloanohieris concinna Diakonoff, 1952
- Chloanohieris concurrens Diakonoff, 1952
- Chloanohieris diagrapha Diakonoff, 1953
- Chloanohieris diaphora Diakonoff, 1953
- Chloanohieris didyma Meyrick, 1938
- Chloanohieris dihamma (Diakonoff, 1941)
- Chloanohieris fasciata Diakonoff, 1952
- Chloanohieris hamuligera Diakonoff, 1953
- Chloanohieris paragrapha Diakonoff, 1953
- Chloanohieris parorthota (Meyrick, 1928)
- Chloanohieris rhabdomaga (Meyrick, 1938)
- Chloanohieris tetraulax Diakonoff, 1953